# Saint-Aubin (Pas-de-Calais)
Saint-Aubin település Franciaországban, Pas-de-Calais megyében. Lakosainak száma 278 fő (2022. január 1.). Saint-Aubin Saint-Josse, Airon-Notre-Dame, Merlimont és Sorrus községekkel határos.

## Népesség
A település népessége az elmúlt években az alábbi módon változott:
| Lakosok száma | 266  | 265  | 273  | 264  | 267  | 269  | 270  | 277  | 278  |
|               | 2013 | 2015 | 2016 | 2017 | 2018 | 2019 | 2020 | 2021 | 2022 |